# Macrotyphula
Macrotyphula is een geslacht van schimmels behorend tot de familie Typhulaceae.

## Soorten
Volgens Index Fungorum bevat het geslacht zes soorten (peildatum maart 2023):
| Soortnaam                | Auteur(s)                                                        | Publicatiejaar |
| ------------------------ | ---------------------------------------------------------------- | -------------- |
| Macrotyphula cordispora  | Gelpi & E. Rubio                                                 | 2012           |
| Macrotyphula defibulata  | R.H. Petersen                                                    | 1988           |
| Macrotyphula megasperma  | (Berthier) Olariaga, Huhtinen, Læssøe, J.H. Petersen & K. Hansen | 2020           |
| Macrotyphula phacorrhiza | (Reichard) Olariaga, Huhtinen, Læssøe, J.H. Petersen & K. Hansen | 2020           |
| Macrotyphula rhizomorpha | R.H. Petersen                                                    | 1988           |
| Macrotyphula rigida      | Berthier                                                         | 1976           |